# John Horne (géologue)
Pour les articles homonymes, voir John Horne.
John Horne, né le 1er janvier 1848 vers Stirling et mort le 30 mai 1928, est un géologue écossais. Il a été élu membre de la Royal Society en 1900. Il fut étudiant à l'université de Glasgow et l'élève de Ben Peach.